# كلاي ببج (مغني)
أحمد بن أحمد الملقب بكلاي بي بي جي (بالفرنسية: Klay BBJ) هو مغني راب تونسي ولد في 17 مارس، 1991.

## مسيرته
بعد أن كان يمارس الملاكمة، توجه نحو غناء الراب بعد الثورة التونسية ، عقب اجتماعه مع محمد أمين حمزاوي، وقع إنتاج أغنية دويتو معه زاكاتاكا دفاعٍ على استخدام القنب. اكتسب تدريجيا سمعة سيئة معينة في عالم الراب المحلي تتحدى السلطات وإدانة الظلم.
واتهم بان أغانيه مهينة للسلطات، احمد بن احمد وعلاء الدين يعقوبي، ويعرف أيضا باسم ولد الكانز، ألقي القبض عليهما في 22 أغسطس 2013 في مدينة الحمامات و حكم عليه بالسجن 21 شهرا (12 شهرا لاهانة المسؤولين، 6 أشهر للتشهير و مدة 3 أشهر للمساس بالأخلاق) غيابيا. أحمد بن أحمد قرر معارضة الحكم فتم تخفيض عقوبته إلى 6 أشهر في السجن يوم 26 سبتمبر، قبل أن يحصل على عدم سماع دعوى في 17 أكتوبر.
في 17 أكتوبر 2015، ألقي القبض عليه مرة أخرى مع مغني راب آخر وشخص ثالث وضعا في السجن وذلك وفقا لاتهامات بحيازة واستخدام القنب قبل الحصول على عدم سماع دعوى في 21 أكتوبر.

### جائزة اليوتوب
وفي سنة 2016 أصبح كلاي بي بي جي صاحب أعلى نسبة مشاهدة على اليوتيوب في تونس كما أهدى له موقع يوتيوب العالمي جائزة زر التشغيل الفّضي يوم الخميس 28 أفريل. من أغانيه:
- بالبونتو
- بركان
- تحت الماء
- بلاد الملاليم
- غدوة خير والتي إشتهر بها وحققت نجاحا كبيرا
- احتلال
- سمرقند